# 成公 (魯)
成公（せいこう）は、春秋時代の魯の第22代君主。名は黒肱。

## 生涯
宣公と穆姜のあいだの子として生まれた。宣公18年（紀元前591年）、宣公の後を受けて魯国の君主となった。成公元年（紀元前590年）、斉の侵入に備えて丘甲の制を定めた。成公5年（紀元前586年）、晋・斉・宋・衛・鄭などの諸侯と蟲牢で同盟した。成公7年（紀元前584年）、晋・斉・宋・衛などの諸侯と馬陵で同盟した。成公9年（紀元前582年）、晋・斉・宋・衛・鄭などの諸侯と蒲で同盟した。成公12年（紀元前579年）、晋の厲公や衛の定公と瑣沢で会合し、楚との和議を承認した。成公18年（紀元前573年）8月、薨去。子の姫午が後を嗣いだ。